# Elena Čebukina
Elena Čebukina (Balqash, Kazahstan (SSSR), 11. listopada 1965.) je bivša sovjetska, ruska i hrvatska odbojkaška reprezentativka.
Elena je osvojila dvije olimpijske medalje, zlato 1988. godine u Seulu s SSSR-om te 
srebro 1992. u Barceloni s Ujedinjenim timom. Na svjetskom prvenstvu 1990. osvojila je zlatnu medalju.  
Na europskim prvenstvima osvojila je osam medalja, četiri zlatne i četiri srebrene.
Kao članica hrvatske odbojkaške reprezentacije osvaja srebrna odličja na europskim prvenstvima u Nizozemskoj 1995. i Češkoj 1997. S Elenom su u hrvatskoj reprezentaciji i još dvije naturalizirane Hrvatice: Irina Kirilova i Tatjana Sidorenko.
Od 1992. godine nastupa za inozemne klubove: 1992. - "Mladost" (Zagreb, Hrvatska), 1997. klubove u Japanu i Brazilu, 1997. – 1998. - "Dubrovnik" (Hrvatska), 1999. – 2000.  "Foppapedretti" (Bergamo, Italija), 2000. – 2002. - "Despar-Sirio" (Perugia, Italija).

## Vanjske poveznice
- Informacije o odbojkašici[neaktivna poveznica]